# Jordan Parise
Jordan Parise, ameriški hokejist; * 19. september 1982, Faribault, Minnesota, ZDA.
Jordan Parise je bivši ameriški hokejist, ki je igral na položaju vratarja. Parise je sin bivšega NHL igralca J.P. Parisa in starejši brat Zacha Parisa, ki trenutno igra za NHL moštvo Minnesota Wild. 
Parise je igral dve sezoni v USHL za moštvi Chicago Steel in Waterloo Blackhawks, nato se je vpisal na univerzo Severne Dakote. Tri sezone je zato prebil v Severni Dakoti, natančneje pri moštvu North Dakota Fighting Sioux. Šolo je zapustil kot vratar z najboljšim povprečjem prejetih zadetkov na tekmo vseh časov (2,14).
Parise ni bil izbral na NHL naboru; 14. julija 2006 je resda podpisal pogodbo z New Jersey Devilsi, a zanje ni nikoli nastopil - posodili so ga hčerinskemu AHL moštvu Lowell Devils. Tam je ostal dve sezoni. Zanimiv podatek iz obdobja njegovega igranja za Lowell Devilse je, da je bil soigralec Stephena Gionte in Mika Pandolfa, vsi trije pa imajo brate, ki igrajo v NHL ligi. Ti so: Zach Parise, Brian Gionta in Jay Pandolfo. 

## Pregled kariere
Odebeljeno - reprezentančni nastopi, glej tudi Statistika pri hokeju na ledu.
| Moštvo                     | Liga             | Sezona |    | Redni del | Redni del | Redni del | Redni del | Redni del | Redni del | Redni del | Redni del |    | Končnica | Končnica | Končnica | Končnica | Končnica | Končnica | Končnica | Končnica |
| -------------------------- | ---------------- | ------ | -- | --------- | --------- | --------- | --------- | --------- | --------- | --------- | --------- | -- | -------- | -------- | -------- | -------- | -------- | -------- | -------- | -------- |
| Moštvo                     | Liga             | Sezona | OT | PG        | G         | P         | T         | KM        | GT        | OD        | OT        | PG | G        | P        | T        | KM       | GT       | OD       |          |          |
| Chicago Steel              | USHL             | 01/02  |    | 1         | 5         | 0         | 0         | 0         | 2         | 5.00      | .865      |    |          |          |          |          |          |          |          |          |
| Waterloo Blackhawks        | USHL             | 02/03  |    | 35        | 19        | 0         | 2         | 2         | 10        | 2.55      | .915      |    | 6        | 0        | 0        | 0        | 2        |          | 2.82     | .907     |
| University of North Dakota | NCAA             | 03/04  |    | 22        | 42        | 0         | 0         | 0         | 4         | 2.05      | .908      |    |          |          |          |          |          |          |          |          |
| University of North Dakota | NCAA             | 04/05  |    | 25        | 51        | 0         | 0         | 0         | 6         | 2.10      | .919      |    |          |          |          |          |          |          |          |          |
| University of North Dakota | NCAA             | 05/06  |    | 33        | 68        | 0         | 3         | 3         | 6         | 2.08      | .933      |    |          |          |          |          |          |          |          |          |
| Lowell Devils              | AHL              | 06/07  |    | 32        | 84        | 0         | 1         | 1         | 6         | 2.68      | .915      |    |          |          |          |          |          |          |          |          |
| Lowell Devils              | AHL              | 07/08  |    | 18        | 63        | 0         | 0         | 0         | 0         | 3.55      | .889      |    |          |          |          |          |          |          |          |          |
| EC Red Bull Salzburg       | Avstrijska liga  | 08/09  |    | 64        | 176       | 0         | 1         | 1         | 10        | 2.8       | .905      |    | 17       |          |          |          |          |          | 2.39     | .915     |
| Wheeling Nailers           | ECHL             | 09/10  |    | 13        |           |           |           |           |           | 3.01      | .893      |    |          |          |          |          |          |          |          |          |
| EC KAC                     | Avstrijska liga  | 09/10  |    | 14        |           |           |           |           |           | 2.50      | .919      |    | 7        |          |          |          |          |          | 2.60     | .926     |
| Lørenskog IK               | Norveška liga    | 10/11  |    | 22        |           |           |           |           |           | 2.54      | .903      |    | 11       |          |          |          |          |          | 2.78     | .905     |
| Dresdner Eislöwen          | Nemška 2. liga   | 11/12  |    | 11        |           |           |           |           |           | 2.09      |           |    |          |          |          |          |          |          |          |          |
| Augsburger Panther         | Nemška liga      | 11/12  |    | 5         |           |           |           |           |           | 1.62      | .944      |    |          |          |          |          |          |          |          |          |
| HC Valpellice              | Italijanska liga | 12/13  |    | 39        |           |           |           |           |           | 2.87      | .906      |    | 16       |          |          |          |          |          | 2.88     | .901     |